# Pinczés Gyula
Pinczés Gyula (Gyalu, 1925. március 13. – 2003. november) erdélyi magyar közgazdász, szakíró.

## Életútja
A kolozsvári Református Kollégiumban érettségizett (1944); felsőfokú tanulmányait a Bolyai Tudományegyetem Jog- és Közgazdasági Karán kezdte, a kijevi egyetem történelem karán folytatta, ahol a nemzetközi kapcsolatok történetéből államvizsgázott (1956). A közgazdasági tudományok doktora (1970). Tanulmányai végeztével Bukarestben, a külügyminisztériumban dolgozott, de mivel nevét nem volt hajlandó románosítani, más beosztásba helyezték. Kolozsvárra került, az Igazság című napilap belső munkatársa, majd a Kolozs Tartományi Pártbizottság kulturális osztályán a magyar művelődési intézmények irányítója. 1958-tól a Bolyai Tudományegyetemen, az egyesítés után a Babeș-Bolyai Egyetemen adott elő; 1967-től a Műszaki Egyetemen tanársegéd, lektor, előadótanár, végül professzor. 1987-ben nyugdíjazták.

## Munkássága
Külpolitikai, majd közgazdasági problémákról több mint félszáz cikke jelent meg magyar és román lapokban; tanulmányt közölt Brassó 19. századi kereskedelmi jelentőségéről (Anuarul Muzeului Brașov. 1969), az erdélyi 48-as forradalmak idején megfogalmazott gazdasági eszmékről (Buletinul Științific IPCN 1971/13); erről szól doktori disszertációja is, s e témával jelentkezett a Korunkban, Kővári László gazdasági eszméi című tanulmányával (1970/12). Egy, a pénzügyi-gazdasági mechanizmus kérdéseiről rendezett temesvári szimpóziumon A gazdasági mechanizmus szerepe a szocializmuson belüli ellentmondások feloldásában címmel tartott előadást, amely tanulmány formájában megjelent a szimpózium közleményeiben (Temesvár 1979). Kővári László közgazdasági és statisztikusi munkásságáról román nyelven is közölt nagyobb tanulmányt a Din gândirea economică progresistă românească című kötetben (1968).
Az Economia politică című kétkötetes egyetemi tankönyv (Kolozsvár 1979–80) szerzője; a Gândirea economică din Transilvania în perioada modernă (1789–1918) társszerzője (1981).